# الجيش الشعبي لاستعادة الديمقراطية
الجيش الشعبي لاستعادة الديمقراطية جماعة مقاتلة كانت تحارب في شمال غرب جمهورية إفريقيا الوسطى. تأسست في عام 2006م في أعقاب انقلاب 2003م على الرئيس أنجي فيليكس باتاسيه. وهي من الجماعات التي قاتلت أعوام 2004-2007 في الحرب الأهلية. وفي أوائل عام 2009م انضمت إلى حكومة ائتلاف مع جماعات معارضة مدنية وعسكرية أخرى.